# Bernsdorf, Zwickau
Bernsdorf är en kommun och ort i Landkreis Zwickau i förbundslandet Sachsen i Tyskland. Kommunen har cirka 2 100 invånare.
Kommunen ingår i förvaltningsområdet Rund um den Auersberg tillsammans med kommunerna Lichtenstein/Sa. och St. Egidien.